# Picasso y Braque van al cine
Picasso y Braque van al cine (título original: Picasso and Braque Go to the Movies) es un documental estadounidense de 2008, dirigido por Arne Glimcher, en la fotografía estuvo Petr Hlinomaz y los protagonistas son Owen Lund, Julian Schnabel y Martin Scorsese, entre otros. Esta obra fue realizada por Cubists y se estrenó el 7 de septiembre de 2008.

## Sinopsis
En este documental se examina cómo los comienzos del cine influyeron en los artistas del cubismo Pablo Picasso y Georges Braque.